# Кортес-де-Ареносо
Кортес-де-Ареносо, Кортес-д'Аренос (ісп. Cortes de Arenoso (офіційна назва), валенс. Cortes d'Arenós) — муніципалітет в Іспанії, у складі автономної спільноти Валенсія, у провінції Кастельйон. Населення — 349 осіб (2010).

## Географія
Муніципалітет розташований на відстані близько 270 км на схід від Мадрида, 48 км на північний захід від міста Кастельйон-де-ла-Плана.
На території муніципалітету розташовані такі населені пункти: (дані про населення за 2010 рік)
- Кортес-де-Ареносо: 212 осіб
- Сан-Вісенте: 137 осіб

## Демографія
Динаміка населення (INE ):

## Галерея зображень

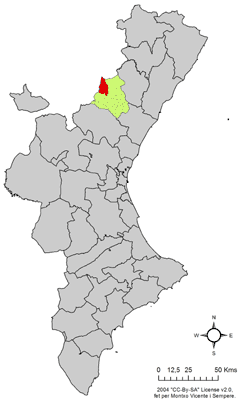
Розташування муніципалітету Кортес-де-Ареносо у автономній спільноті Валенсія
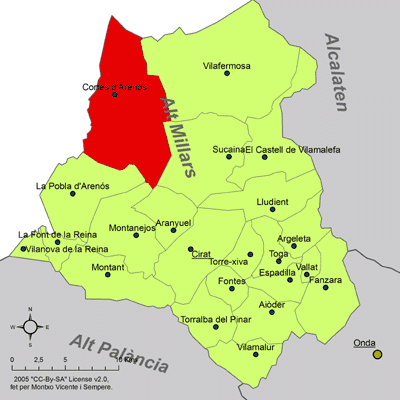
Розташування муніципалітету Кортес-де-Ареносо у комарці Альто-Міхарес